# Veritas

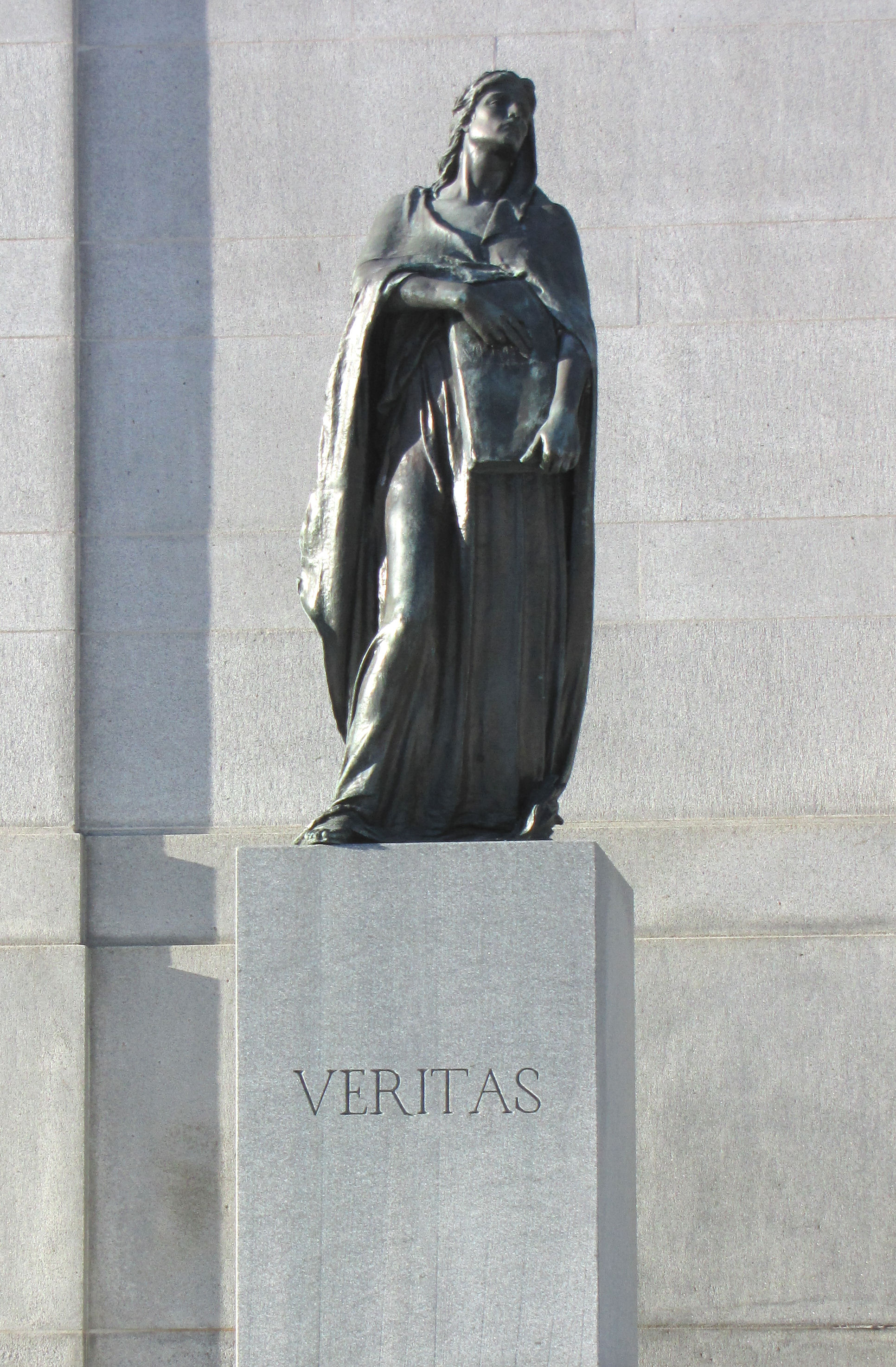

Veritas este în mitologia romană zeița adevărului și fiica zeului Saturn. 
De obicei este reprezentată ca o tânără virgină îmbrăcată în alb. Este echivalentul zeiței Aletheia din mitologia greacă. Cuvântul dat apare în multe devize ale Universităților de astăzi. 